# Джонатан Тамімі
Джонатан Тамімі Сіберг (швед. Jonathan Tamimi-Syberg / араб. جوناثان التميمي; нар. 12 жовтня 1994, Швеція) — йорданський та шведський футболіст, правий півзахисник.

## Клубна кар'єра
З 5-річного віку займався в дитячій школі «Гаммарбю», пройшов усі щаблі дитячих та юнацьких команд у клубі. 19 вересня 2013 року 18-річний Джонатан дебютував за першу команду в переможному (3:1) поєдинку проти ГАІСа. У 2013 році зіграв 7 матчів у Супереттані. У чемпіонському для клубу сезоні в Супереттані не зіграв жодного матчу.
Незважаючи на ще рік контракту з «Гаммарбю», у березні 2015 року підписав 3-річний контракт з «Єнчепінг Седра». У дебютному для себе сезоні в новій команді став переможцем Супереттану, але, на відміну від періоду перебування в «Гаммарбю», в чемпіонському сезоні зіграв 18 матчів та відзначився 10-ма голами. В Аллсвенскані дебютував 8 травня 2016 року в поєдинку 8-го туру проти «Норрчепінга». Але до кінця сезону зіграв лише 9 матчів. у наступному сезоні виходив частіше, але переважно з лави запасних.
Не отримавши пропозиції про продовження контракту, у лютому 2018 року вільним агентом перебрався у «ГІФ Сундсвалль». У січні 2019 року підписав з клубом новий 3-річний контракт, але за підсумками сезлну «ГІФ Сундсвалль» вилетів до Супереттану, тому по завершенні сезону Тамімі й клуб домовилися про дострокове розірвання контракту.
11 червня 2020 року перейшов до новачка вищого дивізіону шведського чемпіонату «М'єльбю», з яким підписав короткостроковий контракт до 31 липня 2020 року, але згодом угоду продовжили до кінця року.

## Кар'єра в збірній
Через три тижні після дебюту в дорослому футболі отримав виклик до юнацької збірної Швеції (U-19).
У футболці національної збірної Йорданії дебютував 25 грудня 2017 року в нічийному (1:1) товариському поєдинку проти Лівії.

## Статистика виступів

### Клубна
Станом на 22 червня 2020
| Клуб              | Сезон             | Ліга              | Ліга  | Ліга | Кубок Швеції | Кубок Швеції | Загалом | Загалом |
| Клуб              | Сезон             | Дивізіон          | Матчі | Голи | Матчі        | Голи         | Матчі   | Голи    |
| ----------------- | ----------------- | ----------------- | ----- | ---- | ------------ | ------------ | ------- | ------- |
| «Гаммарбю»        | 2013              | Супереттан        | 7     | 0    | 0            | 0            | 0       | 0       |
| «Гаммарбю»        | 2014              | Супереттан        | 0     | 0    | 0            | 0            | 0       | 0       |
| «Гаммарбю»        | Загалом           | Загалом           | 7     | 0    | 0            | 0            | 7       | 0       |
| «Єнчепінг Седра»  | 2015              | Супереттан        | 18    | 0    | 1            | 0            | 19      | 0       |
| «Єнчепінг Седра»  | 2016              | Аллсвенскан       | 9     | 0    | 2            | 0            | 11      | 0       |
| «Єнчепінг Седра»  | 2017              | Аллсвенскан       | 17    | 0    | 1            | 0            | 18      | 0       |
| «Єнчепінг Седра»  | Загалом           | Загалом           | 44    | 0    | 4            | 0            | 48      | 0       |
| «ГІФ Сундсвалль»  | 2018              | Аллсвенскан       | 30    | 1    | 3            | 0            | 33      | 1       |
| «ГІФ Сундсвалль»  | 2019              | Аллсвенскан       | 29    | 0    | 1            | 0            | 30      | 0       |
| «ГІФ Сундсвалль»  | Загалом           | Загалом           | 59    | 1    | 4            | 0            | 63      | 1       |
| «М'єльбю»         | 2020              | Аллсвенскан       | 3     | 0    | 0            | 0            | 3       | 0       |
| Усього за кар'єру | Усього за кар'єру | Усього за кар'єру | 113   | 1    | 8            | 0            | 121     | 1       |

## Досягнення

### Клубні
«Гаммарбю»
- Супереттан
  -  Чемпіон (1): 2014

«Єнчепінг Седра»
- Супереттан
  -  Чемпіон (1): 2015